# Гуайруру

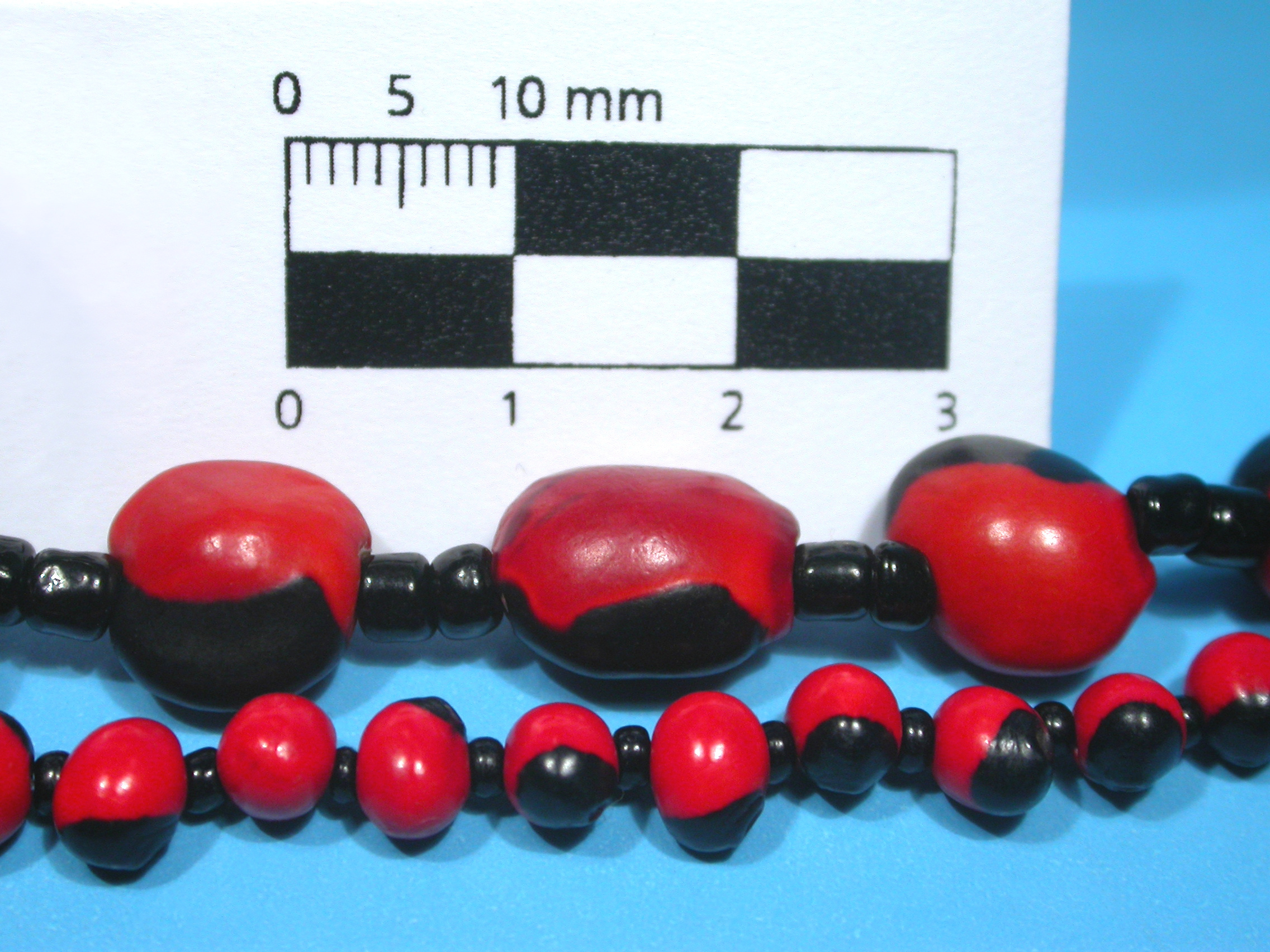
Ожерелья из семян Ormosia coccinea (вверху) и Abrus precatorius

Гуайруру (huayruru, huayruro; вариант уайруру — wayruru, wayruro) — крупные семена некоторых деревьев из семейства бобовых, покрытые контрастным ярким рисунком. Источники этих семян — виды Ormosia coccinea, Ormosia amazonica, Swartzia panacoco и некоторые другие, произрастающие в амазонской сельве.
Семена ядовиты, используются индейцами для изготовления ожерелий и браслетов, выполняющих роль оберегов. Само слово в буквальном переводе с языка племени шипибо-конибо означает «глаз дьявола» из-за того, что внешне напоминает красный глаз с чёрным зрачком. При изготовлении оберегов зачастую комбинируется с зубами и костями различных зверей, пресмыкающихся и рыб, а также плодами священного дерева канело. Обереги данного типа, по мнению индейцев, защищают от сглаза, порчи и неудач, приносит счастье и богатство. В действительности такой оберег может вполне реально защитить своего хозяина от укуса в шею по причине высокой токсичности гуайруру, которую интуитивно чувствует большинство высших животных.
Название гуайруро (huayruro) также используется в Перу, в Коста-Рике используют название Nene или Chumico, в Венесуэле — Peony.

## История
Использование таких семян человеком известно уже тысячи лет. В Южной Америке они использовались с доинковских времён для изготовления украшений и амулетов. Во многих археологических находках времени инков были найдены многочисленные семена хуайруро, из которых изготавливали ожерелья и браслеты. В остатках культуры чачапойя (в северо-восточном Перу) также были обнаружены эти семена.
В настоящее время семена гуайруру продолжают использоваться для изготовления украшений и амулетов.
Продажа и распространение этих семян запрещено в странах Европейского Союза, в Англии и Канаде, так как они считаются галлюциногенными и ядовитыми.